# 第4師団 (陸上自衛隊)
第4師団（だいよんしだん、JGSDF 4th Division）は、陸上自衛隊の師団のひとつである。西部方面隊直轄にあり、司令部を陸上自衛隊福岡駐屯地（福岡県春日市）に置く。26中期防では、2019年（平成31年）3月に全国に先駆けて「地域配備師団」改編を受けた。

## 概要
師団長は陸将が充てられ、3個普通科連隊を基幹兵力とし、さらに直轄部隊として対馬警備隊を隷下に持つ。九州北部4県（福岡県、佐賀県、長崎県、大分県）の防衛警備、災害派遣を任務とするほか、民生協力および国際貢献活動を行っている。
冷戦終結後、旧ソ連の脅威が減退する中で陸上自衛隊の北方防衛戦略の相対化が起こる一方、米軍再編も相まって朝鮮半島有事の可能性とそれに対する対処重要度が相対的に高まっていることから、朝鮮半島に最も近い師団である本師団の重要性が増している。

## 沿革

### 第4管区隊
- 1950年（昭和25年）12月29日：警察予備隊第4管区総監部が福岡駐屯地に設置[3]。
- 1951年（昭和26年）
  - 2月5日：第4管区総監部が福岡市天神・千代田ビル内に設置[3]。
  - 4月21日：第4管区総監部庁舎が薬院堀端に移転[3]。
  - 5月1日：第4管区隊編成完結。警備区域は山口県、福岡県、佐賀県、長崎県、熊本県、大分県、宮崎県、鹿児島県。

※編成（第4管区総監部、総監部付中隊、第4通信中隊（福岡駐屯地）、第10連隊（福岡駐屯地・針尾駐屯地）、第11連隊（小月駐屯地・曾根駐屯地・中津駐屯地）、第12連隊（鹿屋駐屯地・熊本駐屯地）、第64連隊、第4補給中隊（針尾駐屯地）、第4施設大隊（鹿屋駐屯地）、第4衛生大隊（中津駐屯地）、第4武器中隊、第4偵察中隊（曾根駐屯地））
- 12月1日：第4管区総監部が福岡駐屯地の新庁舎へ移駐（2日まで）。
- 12月3日：第4管区総監部移庁式。
- 12月22日：第4管区総監部および福岡駐屯部隊の新庁舎落成式挙行。

- 1952年（昭和27年）
  - 7月7日：第4施設大隊が鹿屋駐屯地から竹松駐屯地へ移駐。
  - 12月3日：第64連隊主力（第1大隊、第2大隊欠）が針尾駐屯地から久留米駐屯地へ移駐。
- 1954年（昭和29年） 
  - 1月10日：第4管区航空隊が小月駐屯地において編成完結[4]。
  - 3月1日：第4衛生大隊が中津駐屯地から福岡駐屯地に移駐[3]。
  - 7月1日：陸上自衛隊発足。第10・第11・第12連隊が第10・第11・第12普通科連隊に、第64連隊が第4特科連隊に称号変更。
  - 8月10日：第16普通科連隊が大村駐屯地において編成完結。
  - 8月30日：第10普通科連隊が東千歳駐屯地へ移駐。
  - 9月10日：部隊編成・移駐等。

  1. 第17普通科連隊本部および第1大隊（小月駐屯地）、第2大隊（曾根駐屯地）が編成完結。
  2. 第4偵察中隊が福岡駐屯地から健軍駐屯地へ移駐。
  3. 第4管区航空隊が第4航空隊に称号変更[4]。

  - 9月19日：第11普通科連隊が小月駐屯地から東千歳駐屯地へ移駐。
  - 10月5日：第3特科群（久留米駐屯地）を隷下に編合[5]。第4特車大隊（熊本駐屯地）が編成完結[6]。
- 1956年（昭和31年）
  - 1月25日：第19普通科連隊が福岡駐屯地において編成完結。
  - 1月26日：西部方面隊創隊により、西部方面総監に隷属[7]。

  1. 第8混成団の編成に伴い、警備区域のうち九州南部にあたる熊本県、宮崎県、鹿児島県の3県を第8混成団に移管[7]。
  2. 第3特科群が西部方面総監直属に隷属替え。
  3. 第12普通科連隊が第8混成団隷下に隷属替え。
  4. 第4偵察中隊が健軍駐屯地から湯布院駐屯地に移駐。

  - 1月30日：第4特車大隊が熊本駐屯地から湯布院駐屯地へ移駐。
  - 11月26日：第4航空隊が小月駐屯地から目達原駐屯地へ移駐[4]。

1960年頃の主要編成
第16・第17・第19普通科連隊、第4特科連隊、第4特車大隊
- 1962年（昭和37年）1月18日：第4管区隊改編等

1. 警備区のうち山口県が中部方面隊の管轄[8]となり、第17普通科連隊が第13師団に隷属替え。
2. 第4航空隊（目達原駐屯地）が西部方面航空隊隷下に隷属替え。
3. 第4特車大隊（湯布院駐屯地）が第4戦車大隊に称号変更。

### 第4師団
- 1962年（昭和37年）
  - 8月15日：第4師団編成完結。

  1. 第4管区総監部は第4師団司令部に、第4偵察中隊は第4偵察隊に、第4通信隊は第4通信大隊に、第4衛生大隊は第4衛生隊にそれぞれ称号変更。
  2. 第40普通科連隊を小倉駐屯地に、第41普通科連隊を別府駐屯地に、第4対戦車隊を湯布院駐屯地に、第4輸送隊を新編。

  - 8月25日：部隊移駐。

  1. 対馬分屯地設置により、第41普通科連隊第4普通科中隊が対馬派遣隊として移駐。
  2. 第4偵察隊が湯布院駐屯地から福岡駐屯地へ移駐。

1965年頃の主要編成
第16・第19・第40・第41普通科連隊、第4特科連隊、第4戦車大隊
- 1966年（昭和41年）3月10日：第4戦車大隊、第4対戦車隊が湯布院駐屯地から玖珠駐屯地へ移駐。
- 1975年（昭和50年）8月1日：第4音楽隊を福岡駐屯地に新編。
- 1980年（昭和55年）3月25日：対馬警備隊を対馬駐屯地に新編。第4師団に隷属。
- 1990年（平成02年）3月26日：第4師団の近代化改編。

1. 第16・第19・第40・第41普通科連隊を自動車化連隊に改編。
2. 第4特科連隊第6大隊を第4高射特科大隊として分離独立、師団直轄とする。
3. 第4対戦車隊に重MAT小隊を新編。
4. 第4偵察隊に電子偵察小隊を新編。
5. 第4武器隊、第4補給隊、第4輸送隊、第4衛生隊を統合し、第4後方支援連隊を新編。
6. 第4師団司令部付隊に化学防護小隊を新編。

1990年頃の主要編成
第16・第19・第40・第41普通科連隊、第4特科連隊、第4高射特科大隊、第4戦車大隊、対馬警備隊
- 1994年（平成06年）3月28日：西部方面航空隊から第4飛行隊を隷下に編入。
- 1998年（平成10年）3月26日：師団改編。

1. 定員を約9,000人から約7,700人に縮小し、隷下部隊に即応予備自衛官を編入。
2. 第19普通科連隊をコア部隊に改編。
3. 第16・第19・第40・第41普通科連隊に高機動車を配備。
4. 第4高射特科大隊に携SAMを配備。

- 2002年（平成14年）3月27日：部隊改編。

1. 第4対戦車隊をMPMSを装備する第4対舟艇対戦車隊に改編。
2. 師団司令部付隊化学防護隊を第4化学防護隊に改編。

- 2003年（平成15年）3月27日：「沿岸配備型師団」への改編。

1. 第16・第19・第40・第41普通科連隊に軽装甲機動車を配備。
2. 第4特科連隊の155mmりゅう弾砲（FH70） を約20門増強し、2個中隊から3個中隊編成に改編。
3. 第4戦車大隊の戦車増強により、第4戦車中隊を再編。
4. 第4後方支援連隊の武器大隊を廃止し、第1整備大隊、第2整備大隊に再編。

- 2008年（平成20年）：対テロ戦闘演習を実施。
- 2009年（平成21年）3月26日：第4化学防護隊を第4特殊武器防護隊に改編。
- 2010年（平成22年）8月～9月：国際緊急援助隊派遣法に基づき、パキスタンで発生した洪水災害の復旧活動に従事。
- 2013年（平成25年）3月26日：即応近代化改編。

1. 3個普通科連隊基幹に改編（師団管内の即自訓練を終了し、第19普通科連隊を西部方面混成団に移管）。
2. 第4特科連隊を5個大隊編成から3個大隊編成に縮小改編。
3. 第4戦車大隊を4個中隊編成から2個中隊編成に縮小改編。
4. 第4対舟艇対戦車隊を廃止し、方面直轄部隊の西部方面対舟艇対戦車隊に改編。改編後も第4師団に隷属した。

- 2015年（平成27年）3月26日：西部方面対舟艇対戦車隊が第8師団に隷属変更。
- 2018年（平成30年）3月27日：部隊改編。

1. 第4戦車大隊を廃止（西部方面戦車隊[9][10]および水陸機動団戦闘上陸大隊の中隊に改編）。
2. 西部方面戦車隊が平時第4師団隷属[11]。

- 2019年（平成31年）3月26日：地域配備師団への改編[2]。

1. 第4特科連隊を廃止。連隊本部を師団の火力調整部に改組[12]、3個特科大隊を西部方面特科連隊第2特科大隊・第4特科大隊として整理縮小[13][14]。
2. 第4偵察隊と西部方面戦車隊第3戦車中隊の16式機動戦闘車を編合し、第4偵察戦闘大隊に改編[15][16]。
3. 西部方面戦車隊を第4師団隷属から方面隊直轄部隊に編成替え[17]。

2020年頃の主要編成
第16・40・41普通科連隊、第4偵察戦闘大隊、第4高射特科大隊、対馬警備隊

## 編成・駐屯地
3個普通科連隊を基幹とする（普通科連隊はすべて甲編成）。
編成
- 第4師団司令部
- 第16普通科連隊（4個普通科中隊基幹）
- 第40普通科連隊（4個普通科中隊基幹）
- 第41普通科連隊（4個普通科中隊基幹）
- 対馬警備隊（1個普通科中隊基幹）
- 第4後方支援連隊
- 第4偵察戦闘大隊
- 第4高射特科大隊
- 第4施設大隊
- 第4通信大隊
- 第4飛行隊
- 第4特殊武器防護隊
- 第4師団司令部付隊
- 第4音楽隊

駐屯地
- 福岡駐屯地（福岡県春日市）
  - 師団司令部および司令部付隊
  - 第4後方支援連隊
  - 第4通信大隊
  - 第4偵察戦闘大隊
  - 第4特殊武器防護隊
  - 第4音楽隊
- 大村駐屯地（長崎県大村市）
  - 第16普通科連隊
  - 第4施設大隊
- 小倉駐屯地（福岡県北九州市小倉南区）
  - 第40普通科連隊
- 別府駐屯地（大分県別府市）
  - 第41普通科連隊
- 久留米駐屯地（福岡県久留米市）
  - 第4高射特科大隊
- 目達原駐屯地（佐賀県神埼郡吉野ヶ里町）
  - 第4飛行隊
- 対馬駐屯地（長崎県対馬市）
  - 対馬警備隊

## 主要幹部
| 官職名                     | 階級    | 氏名       | 補職発令日     | 前職                         |
| -------------------------- | ------- | ---------- | -------------- | ---------------------------- |
| 第4師団長                  | 陸将    | 前島政樹   | 2025年08月01日 | 第12旅団長                   |
| 副師団長 兼 福岡駐屯地司令 | 陸将補  | 實藤聖     | 2024年12月20日 | 陸上自衛隊情報学校長         |
| 幕僚長                     | 1等陸佐 | 日髙正暁   | 2025年03月24日 | 陸上幕僚監部総括副監察官     |
| 火力調整部長               | 1等陸佐 | 大平落健二 | 2024年03月30日 | 西部方面総監部人事部募集課長 |

| 代          | 氏名                | 在職期間                                                 | 出身校・期              | 前職                                                | 後職                                           |
| 第4管区総監 | 第4管区総監         | 第4管区総監                                              | 第4管区総監             | 第4管区総監                                         | 第4管区総監                                    |
| ----------- | ------------------- | -------------------------------------------------------- | ----------------------- | --------------------------------------------------- | ---------------------------------------------- |
| 01          | 筒井竹雄 （警察監） | 1950年12月29日 - 1953年12月21日                          | 東京帝国大学 昭和2年卒  | 1950年12月1日 警察監任命 →12月11日 福岡管区本部所属 | 第1管区総監                                    |
| -           | 井本熊男 (保安監補) | 1953年12月22日 - 1954年01月11日                          | 陸士37期・ 陸大46期     | 第4管区副総監として第4管区総監代理                  | 第4管区副総監として第4管区総監代理             |
| 02          | 井本熊男 (保安監補) | 1954年01月12日 - 1954年06月30日                          | 陸士37期・ 陸大46期     | 第4管区副総監                                       | 統合幕僚会議事務局長                           |
| 03          | 松谷誠              | 1954年07月01日 - 1955年11月15日                          | 陸士35期・ 陸大43期     | 保安研修所副所長                                    | 第4管区総監部付 →1955年12月1日 西部方面総監    |
| 04          | 辻村義知            | 1955年11月16日 - 1959年07月31日                          | 東京帝国大学 昭和7年卒  | 陸上幕僚監部第4部長                                 | 西部方面総監                                   |
| 05          | 池上巖              | 1959年08月01日 - 1961年07月31日                          | 海兵54期・ 海大37期     | 陸上幕僚監部武器課長                                | 陸上幕僚監部第5部長                            |
| 06          | 竹下正彦            | 1961年08月01日 - 1962年08月14日                          | 陸士42期・ 陸大51期     | 第9混成団長                                         | 第4師団長                                      |
| 第4師団長   |                     |                                                          |                         |                                                     |                                                |
| 01          | 竹下正彦            | 1962年08月15日 - 1964年07月15日                          | 陸士42期・ 陸大51期     | 第4管区総監                                         | 陸上自衛隊幹部学校長                           |
| 02          | 岩越紳六            | 1964年07月16日 - 1967年03月19日                          | 陸士44期・ 陸大51期     | 防衛研修所副所長                                    | 陸上幕僚監部付 →1967年7月1日 退職              |
| 03          | 山口立              | 1967年03月20日 - 1969年03月16日                          | 陸士47期・ 陸大58期     | 陸上幕僚監部幕僚幹事 →1967年3月16日 陸上幕僚監部付  | 陸上自衛隊富士学校長 兼 富士駐とん地司令       |
| 04          | 竹田津護作          | 1969年03月17日 - 1970年06月30日 ※1969年07月01日 陸将昇任 | 陸士49期・ 陸大58期     | 陸上幕僚監部第4部長 （陸将補）                      | 陸上幕僚副長                                   |
| 05          | 高杉恭自            | 1970年07月01日 - 1972年03月15日                          | 陸士49期・ 陸大58期     | 陸上自衛隊通信学校長 兼 久里浜駐とん地司令          | 東北方面総監                                   |
| 06          | 高田安董            | 1972年03月16日 - 1974年03月15日                          | 陸士50期・ 陸大60期     | 陸上自衛隊幹部候補生学校長 兼 前川原駐とん地司令    | 退職                                           |
| 07          | 吉ケ江正            | 1974年03月16日 - 1976年06月30日                          | 東京帝国大学 昭和18年卒 | 陸上自衛隊施設学校長 兼 勝田駐とん地司令            | 退職                                           |
| 08          | 柏葉祐幸            | 1976年07月01日 - 1978年06月30日                          | 陸士56期                | 陸上幕僚監部第3部長                                 | 東北方面総監                                   |
| 09          | 荒木一              | 1978年07月01日 - 1980年06月30日                          | 陸士59期                | 陸上幕僚監部防衛部長                                | 東部方面総監                                   |
| 10          | 今田敏之            | 1980年07月01日 - 1982年06月30日                          | 陸士60期                | 陸上自衛隊高射学校長 兼 下志津駐とん地司令          | 防衛大学校幹事                                 |
| 11          | 曾根輝雄            | 1982年07月01日 - 1984年06月30日                          | 海兵76期                | 北部方面総監部幕僚長 兼 札幌駐屯地司令              | 退職                                           |
| 12          | 竹田寛              | 1984年07月01日 - 1986年03月16日                          | 名古屋大学 昭和28年卒   | 陸上幕僚監部防衛部長                                | 中部方面総監                                   |
| 13          | 種具正二郎          | 1986年03月17日 - 1987年03月15日                          | 中央大学 昭和30年卒     | 中部方面総監部幕僚長 兼 伊丹駐屯地司令              | 陸上幕僚副長                                   |
| 14          | 黒田崧              | 1987年03月16日 - 1988年07月06日                          | 拓殖大学 昭和29年卒     | 自衛隊東京地方連絡部長                              | 退職                                           |
| 15          | 遠山久人            | 1988年07月07日 - 1990年07月08日                          | 防大1期                 | 東北方面総監部幕僚長 兼 仙台駐屯地司令              | 退職                                           |
| 16          | 内田十允            | 1990年07月09日 - 1992年03月15日                          | 防大4期                 | 東部方面総監部幕僚長 兼 市ケ谷駐屯地司令            | 陸上幕僚副長                                   |
| 17          | 黒柳彰久            | 1992年03月16日 - 1993年06月30日                          | 防大5期                 | 統合幕僚会議事務局第5幕僚室長                       | 陸上自衛隊幹部学校長                           |
| 18          | 宮本敏明            | 1993年07月01日 - 1994年06月30日                          | 防大7期                 | 陸上幕僚監部防衛部長                                | 陸上幕僚副長                                   |
| 19          | 大北太一郎          | 1994年07月01日 - 1996年06月30日                          | 防大8期                 | 北部方面総監部幕僚長 兼 札幌駐屯地司令              | 陸上自衛隊幹部学校長 兼 目黒駐屯地司令         |
| 20          | 中谷正寛            | 1996年07月01日 - 1998年06月30日                          | 防大10期                | 北部方面総監部幕僚長 兼 札幌駐屯地司令              | 中部方面総監                                   |
| 21          | 野中光男            | 1998年07月01日 - 1999年12月09日                          | 防大12期                | 東部方面総監部幕僚長 兼 朝霞駐屯地司令              | 情報本部長                                     |
| 22          | 菅博敏              | 1999年12月10日 - 2001年01月10日                          | 防大13期                | 陸上幕僚監部防衛部長                                | 陸上幕僚副長                                   |
| 23          | 奥村快也            | 2001年01月11日 - 2002年03月21日                          | 防大14期                | 陸上幕僚監部装備部長                                | 防衛大学校幹事                                 |
| 24          | 衣笠陽雄            | 2002年03月22日 - 2003年03月26日                          | 防大13期                | 陸上自衛隊関西補給処長 兼 宇治駐屯地司令            | 退職                                           |
| 25          | 江藤文夫            | 2003年03月27日 - 2004年03月28日                          | 防大16期                | 陸上幕僚監部防衛部長                                | 退職                                           |
| 26          | 澤山正一            | 2004年03月29日 - 2006年03月26日                          | 防大16期                | 陸上幕僚監部監理部長                                | 東部方面総監                                   |
| 27          | 内田益次郎          | 2006年03月27日 - 2007年07月02日                          | 防大18期                | 第13旅団長                                          | 陸上自衛隊富士学校長 兼 富士駐屯地司令         |
| 28          | 宮島俊信            | 2007年07月03日 - 2009年03月23日                          | 防大20期                | 東北方面総監部幕僚長 兼 仙台駐屯地司令              | 統合幕僚学校長                                 |
| 29          | 宮下寿広            | 2009年03月24日 - 2010年07月25日                          | 防大22期                | 陸上幕僚監部防衛部長                                | 防衛大学校幹事                                 |
| 30          | 木野村謙一          | 2010年07月26日 - 2012年01月30日                          | 防大23期                | 東部方面総監部幕僚長 兼 朝霞駐屯地司令              | 情報本部長                                     |
| 31          | 武内誠一            | 2012年01月31日 - 2013年03月27日                          | 防大24期                | 東北方面総監部幕僚長 兼 仙台駐屯地司令              | 陸上自衛隊富士学校長 兼 富士駐屯地司令         |
| 32          | 川又弘道            | 2013年03月28日 - 2014年08月04日                          | 防大25期                | 第13旅団長                                          | 中央即応集団司令官                             |
| 33          | 深津孔              | 2014年08月05日 - 2015年08月03日                          | 防大26期                | 第5旅団長                                           | 陸上自衛隊幹部学校長 兼 目黒駐屯地司令         |
| 34          | 赤松雅文            | 2015年08月04日 - 2016年06月30日                          | 防大26期                | 第12旅団長                                          | 退職                                           |
| 35          | 岩谷要              | 2016年07月01日 - 2017年07月31日                          | 防大28期                | 陸上幕僚監部人事部長                                | 陸上自衛隊研究本部長                           |
| 36          | 髙田祐一            | 2017年08月01日 - 2018年07月31日                          | 防大30期                | 東部方面総監部幕僚長 兼 朝霞駐屯地司令              | 陸上自衛隊富士学校長 兼 富士駐屯地司令         |
| 37          | 沖邑佳彦            | 2018年08月01日 - 2020年08月24日                          | 防大31期                | 陸上幕僚監部運用支援・訓練部長                      | 統合幕僚学校長                                 |
| 38          | 末吉洋明            | 2020年08月25日 - 2021年10月13日                          | 防大33期                | 陸上幕僚監部運用支援・訓練部長                      | 防衛大学校副校長                               |
| 39          | 腰塚浩貴            | 2021年10月14日 - 2023年08月28日                          | 防大32期                | 東北方面総監部幕僚長 兼 仙台駐屯地司令              | 退職                                           |
| 40          | 戒田重雄            | 2023年08月29日 - 2025年07月31日                          | 防大35期                | 陸上幕僚監部運用支援・訓練部長                      | 陸上自衛隊教育訓練研究本部長 兼 目黒駐屯地司令 |
| 41          | 前島政樹            | 2025年08月01日 -                                         | 防大37期                | 第12旅団長                                          |                                                |

## 廃止部隊
- 2002年（平成14年）3月26日廃止
  - 第4対戦車隊：第4対舟艇対戦車隊に改編。
  - 師団司令部付隊化学防護隊：第4化学防護隊に改編。
- 2009年（平成21年）3月26日廃止
  - 第4化学防護隊：第4特殊武器防護隊に改編。
- 2013年（平成25年）3月25日廃止
  - 第19普通科連隊：西部方面混成団隷下に新編。
  - 第4対舟艇対戦車隊：西部方面対舟艇対戦車隊に改編。
- 2018年（平成30年）3月26日廃止
  - 第4戦車大隊：西部方面戦車隊および水陸機動団戦闘上陸大隊の中隊に改編。
- 2019年（平成31年）3月25日廃止
  - 第4特科連隊：西部方面特科連隊第2特科大隊・第4特科大隊に縮小改編。